# Citoskelet
Citoskelet ali notranje celično ogrodje je celično ogrodje. Celici daje obliko in trdnost, omogoča spreminjanje oblike celice in gibanje organelov ter sodeluje pri celični delitvi. Delimo ga v tri skupine: aktinski filamenti (ali mikrofilamenti), intermediarni filamenti in mikrotubuli.

## Aktinski filamenti ali mikrofilamenti
Glavni članek: Mikrofilament
Zgrajeni so iz dveh prepletajočih se verig F-aktina, ki ju sestavljajo kroglaste molekule G-aktina. Molekule aktina najdemo v citoplazmi, največ jih je v celičnem korteksu (tik pod plazmalemo). V premeru merijo 5-9 nm . Aktinski filamenti so natezno trdni in gibki. Mikrofilamenti v celici pomagajo pri mišični kontrakciji, ameboidnem gibanju (premikanje s psevdopodiji), vzdrževanju celične oblike in pri celični delitvi (mitozi). 

## Intermediarni filamenti
Glavni članek: Intermediarni filament
So dolgi, nitasti filamenti s premerom 10 nm. Filamenti niso polarizirani in so odporni na razteznostne sile, zato so pomembni v epitelnem in mišičnem tkivu. Omogočajo mehansko trdnost okoli jedra. Intermediarne filamente delimo na citoplazemske in jedrne lamine (jedrna lamina je pod jedrno ovojnico).

## Mikrotubuli
Glavni članek: Mikrotubul
To so votli cilindri iz tubulina, dolge cevaste strukture s premerom 25 nm . So orientirani, imajo pozitivni in negativni konec. Kinezini potujejo proti pozitivnemu koncu, dineini pa proti negativnemu koncu, obe beljakovini sodelujeta pri prenašanju organelov, delitvi celice in premikanju bičkov ali migetalk. Delujejo kot tirnice znotraj celic za prevoz celičnih organelov. So centralno organizirani. Ta center je centrosom, ki sodeluje pri oblikovanju delitvenega vretena. Mikrotubule tvorita alfa in beta tubulin.

## Celični izrastki
Celične izrastke (bičke, migetalke) in centriole gradijo mikrotubuli, ki so vselej razporejeni v značilnem vzorcu. Na prečnem prerezu bička, ki ga opazujemo z elektronskim mikroskopom, lahko vidimo, da sta na sredini dva centralna mikrotubula, obkroža pa ju devet parov perifernih mikrotubulov.
- Biček (flagellum) je nitasti organel. Zgrajen je iz vijačnih aktinskih filamentov in kroglastih tubulinskih krčljivih proteinov. Mikrotubuli so med seboj povezani z dineini. Ko se dineini začnejo premikati navzgor, se biček upogne v levo.
- Migetalke (ciliae) so nitasti organel evkariontske celice. Značilne so za migetalkarje in nekatera tkiva pravih mnogoceličarjev, kot so povrhnjica vrtinčarjev, kotačni organ pri kotačnikih (namenjen prehranjevanju), »rebra« rebrač (za premikanje), sluznica jajcevoda (premikanje jajčeca do maternice) in sluznica sapnika (čiščenje nečistoč iz vdihanega zraka) pri sesalcih.